# Neri Farina Cini
Neri Paolo Maria Farina Cini (Firenze, 20 agosto 1878 – 1967) è stato un imprenditore e politico italiano.

## Biografia
Capitano di fregata, ha preso parte alla campagna di Libia e alla prima guerra mondiale, decorato di medaglia di bronzo al valor militare. Dopo la guerra si congeda e si dedica all'attività di imprenditore agricolo, meritando una stella di bronzo al merito rurale. È stato preside della provincia di Pistoia, podestà di San Marcello Pistoiese e presidente dell'unione provinciale fascista di Firenze.